# انيجارفي
انيجارفي (بالفنلندية: Enijärvi)، هي عبارة عن بحيرة في فنلندا. وهي تقع بالقرب من بلدة كيميجارفي في منطقة لابلاند في شمال دولة فنلندا. البحيرة هي جزء من حوض كيميجوكي.

## وصلات خارجية
- Finnish Environment Institute: Lakes in Finland